# NN-302
La carretera NN‑302, conocida también como Camino al Volcán Mombacho, es una vía departamental secundaria ubicada en el departamento de Granada, Nicaragua. Esta carretera tiene una longitud de 4.1 km y fue construida entre 2000 y 2001. Conecta el empalme a Guanacaste —entre las rutas NIC-4B y NIC-28— con las faldas del Volcán Mombacho, facilitando el acceso turístico al área protegida y sus centros ecológicos.

## Trazado y cruces
La siguiente tabla muestra su recorrido, localidades y principales conexiones:
| km  | Localidad                  | Departamento | Conexión / Ruta |
| --- | -------------------------- | ------------ | --------------- |
| 0.0 | Empalme a Guanacaste       | Granada      | NIC 4B , NIC 28 |
| 4.1 | Faldas del Volcán Mombacho | Granada      |                 |